# Comuna Peatka, Ciudniv
Peatka (în ucraineană П'ятківська сільська рада) este o comună în raionul Ciudniv, regiunea Jîtomîr, Ucraina, formată din satele Peatka (reședința) și Pîlîpivka.

## Demografie
Componența lingvistică a comunei Peatka
     Ucraineană (87,76%)
     Rusă (12,11%)
Conform recensământului din 2001, majoritatea populației comunei Peatka era vorbitoare de ucraineană (87,76%), existând în minoritate și vorbitori de rusă (12,11%).